# 里布尼克縣

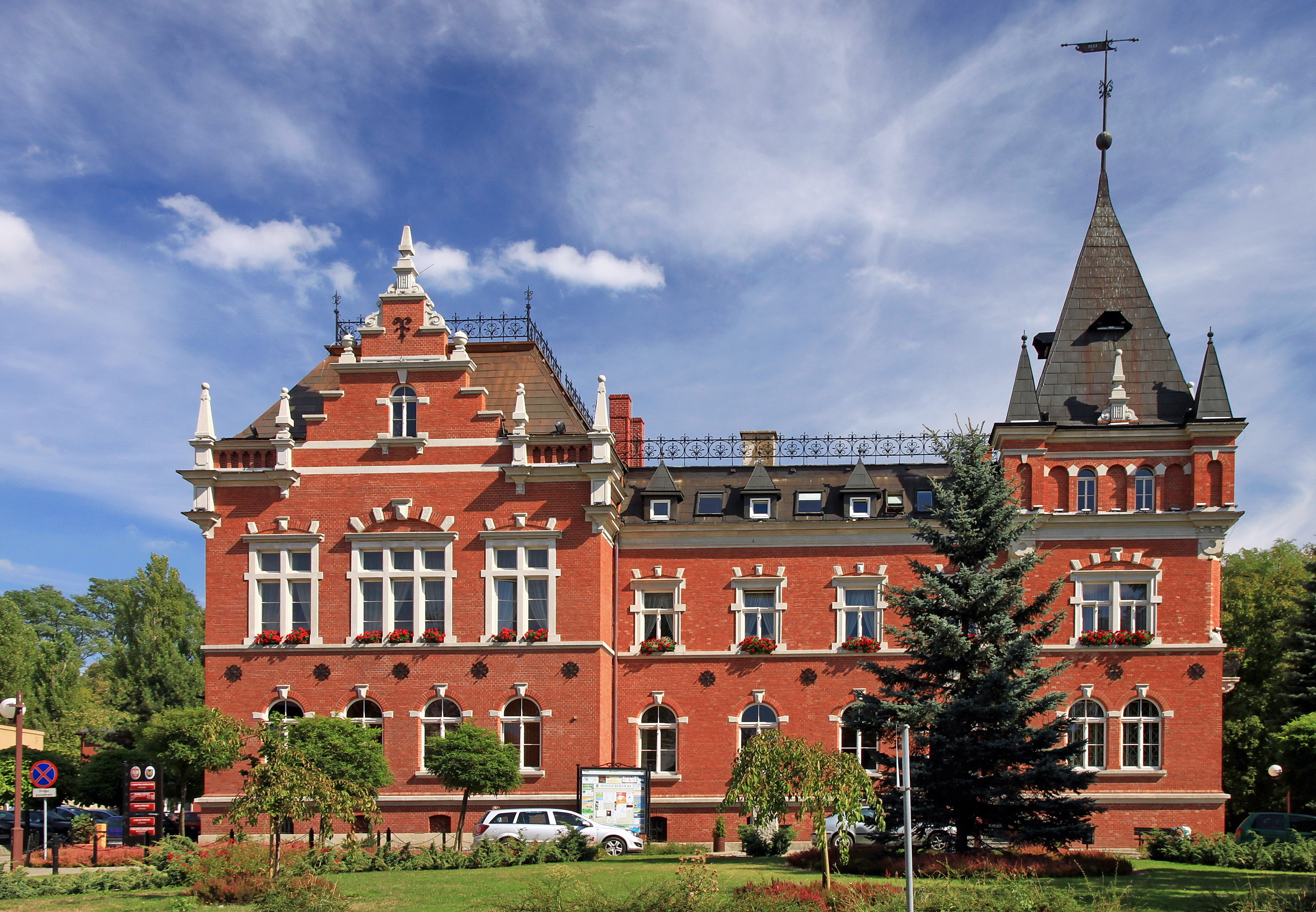

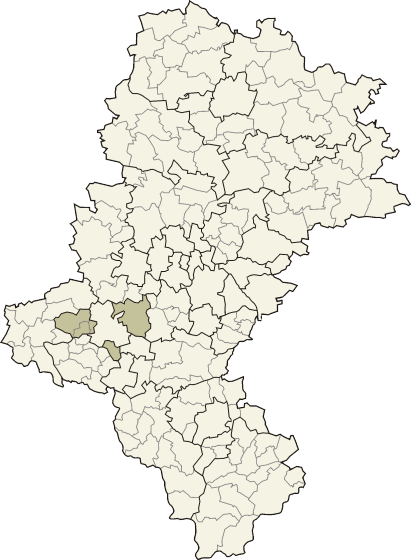

50°5′N 18°33′E / 50.083°N 18.550°E
里布尼克縣（波蘭語：Powiat rybnicki），是波蘭的縣份，位於該國南部，由西里西亞省負責管轄，首府設於雷布尼克，面積225平方公里，2011年人口76,094，人口密度每平方公里340人。